# Vernon (Eure)
Vernon és un municipi francès, situat al departament de l'Eure i a la regió de Normandia. L'any 1999 tenia 24.056 habitants.

## Situació
Vernon, situat a la riba del riu Sena, es troba a l'est del departament de l'Eure.

## Història
El Laboratoire de recherches balistiques et aérodynamiques fou creat a Vernon el 17 de maig de 1946 per la Direction des Études et Fabrications d'Armement després de la Segona Guerra Mundial i en aquest laboratori de recerca es destinaren 150 especialistes alemanys de míssils balístics V-2 que l'exèrcit francès havia capturat per aconseguir i desenvolupar la tecnologia del motor de coet.

## Administració
L'alcalde del municipi és Jean-Luc Miraux (2001-2008).

## Demografia
| Evolució de la població |       |       |       |       |       |       |       |       |
| 1793                    | 1800  | 1806  | 1821  | 1831  | 1836  | 1841  | 1846  | 1851  |
| 4.654                   | 5.861 | 4.793 | 4.812 | 4.888 | 5.301 | 6.128 | 5.204 | 6.463 |

| 1856  | 1861  | 1866  | 1872  | 1876  | 1881  | 1886  | 1891  | 1896  |
| ----- | ----- | ----- | ----- | ----- | ----- | ----- | ----- | ----- |
| 7.674 | 7.410 | 7.787 | 7.961 | 7.636 | 7.881 | 8.164 | 8.288 | 8.492 |

| 1901  | 1906  | 1911  | 1921  | 1926  | 1931   | 1936   | 1946   | 1954   |
| ----- | ----- | ----- | ----- | ----- | ------ | ------ | ------ | ------ |
| 8.757 | 8.667 | 8.733 | 8.814 | 9.725 | 10.621 | 11.330 | 11.242 | 14.460 |

| 1962   | 1968   | 1975   | 1982   | 1990   | 1999   | 2006 | 2011 | 2016 |
| ------ | ------ | ------ | ------ | ------ | ------ | ---- | ---- | ---- |
| 17.247 | 18.872 | 22.422 | 22.243 | 23.659 | 24.056 | -    | -    | -    |

| 2019 | - | - | - | - | - | - | - | - |
| ---- | - | - | - | - | - | - | - | - |
| -    | - | - | - | - | - | - | - | - |

## Llocs d'interès
- Col·legiata de Notre-Dame.
- Castell de les Tourelles.
- Museu Alphonse Georges Poulain.

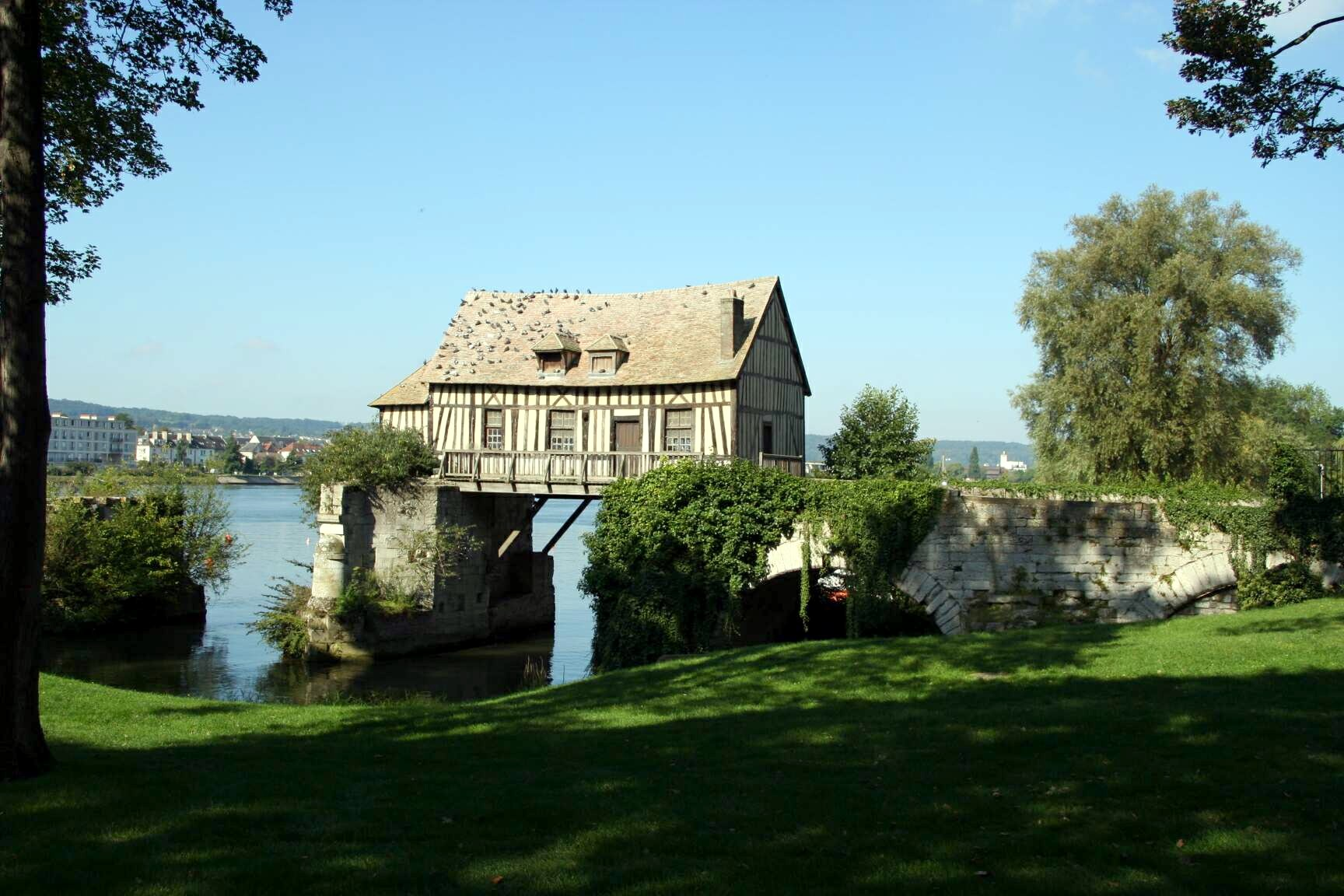
Le Vieux-Moulin

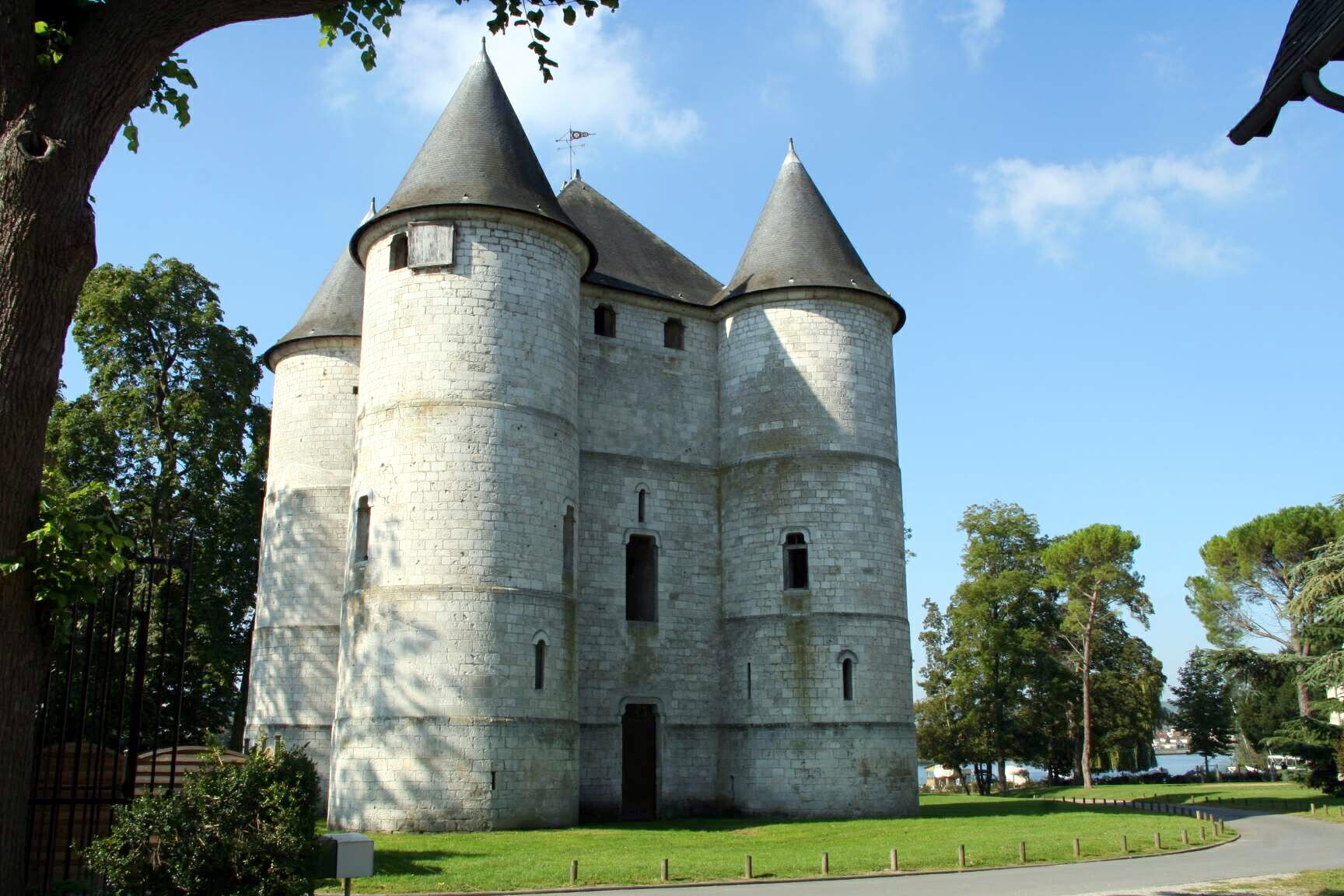
Castell de las Tourelles
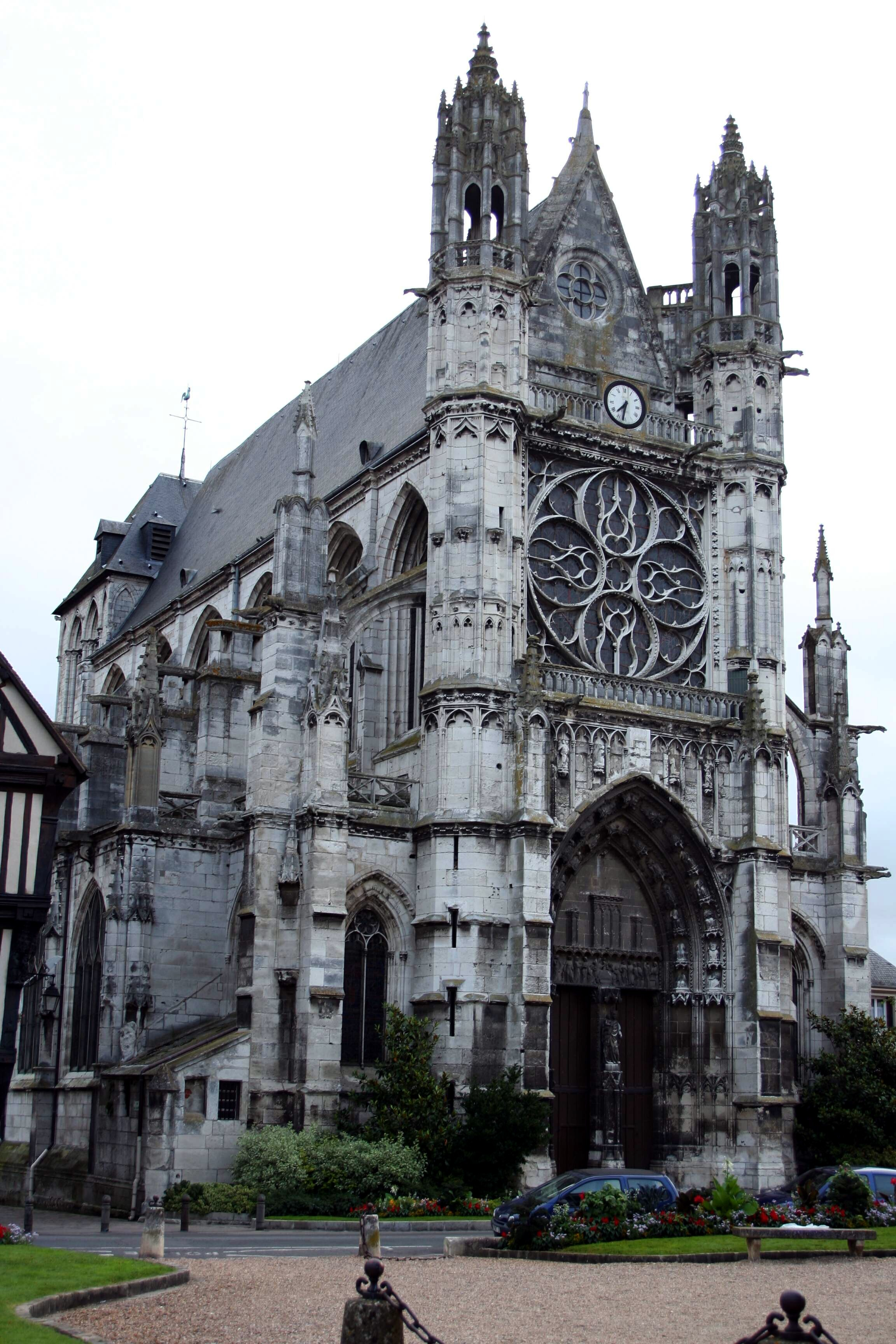
Col·legiata de Notre-Dame
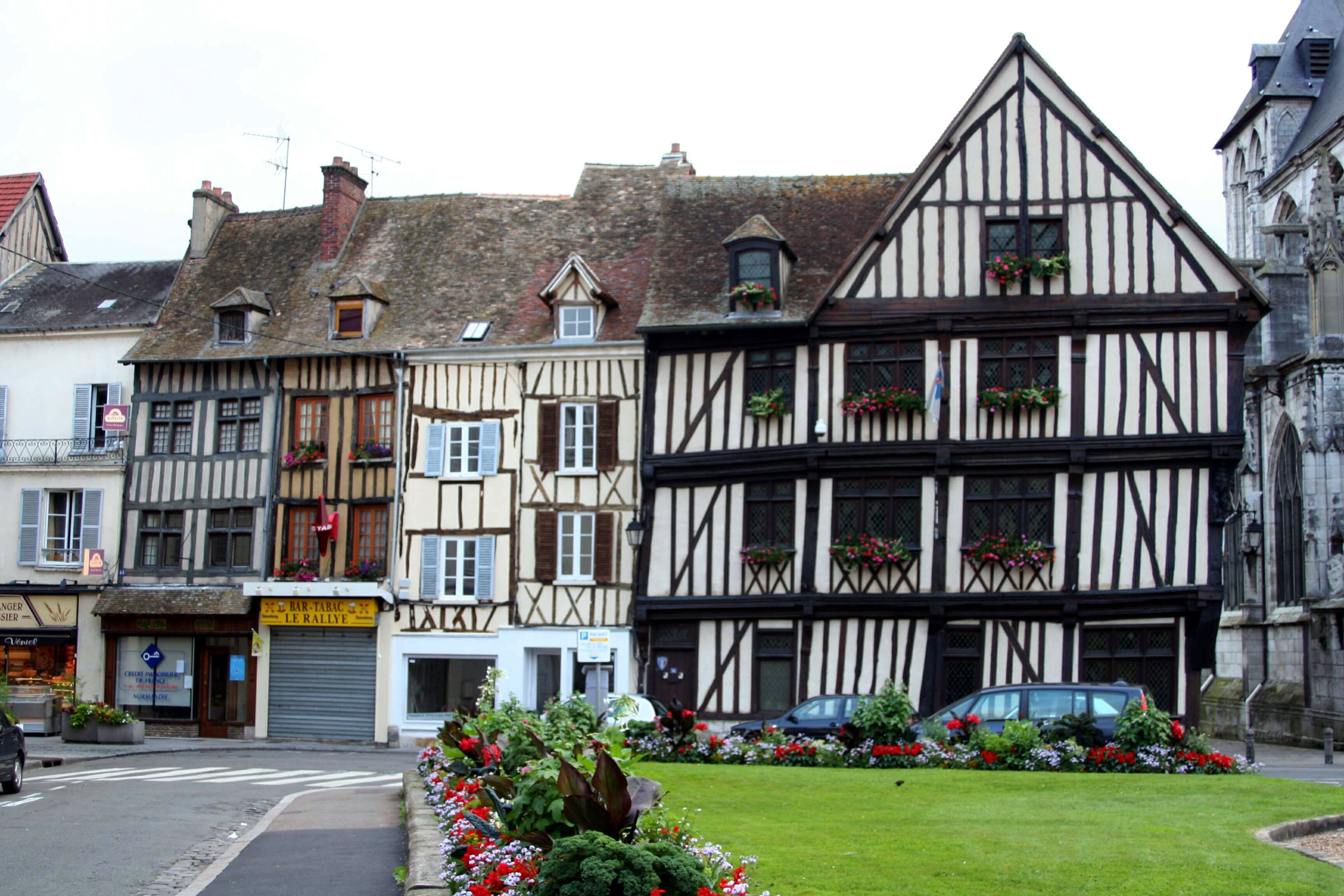
Place Barette
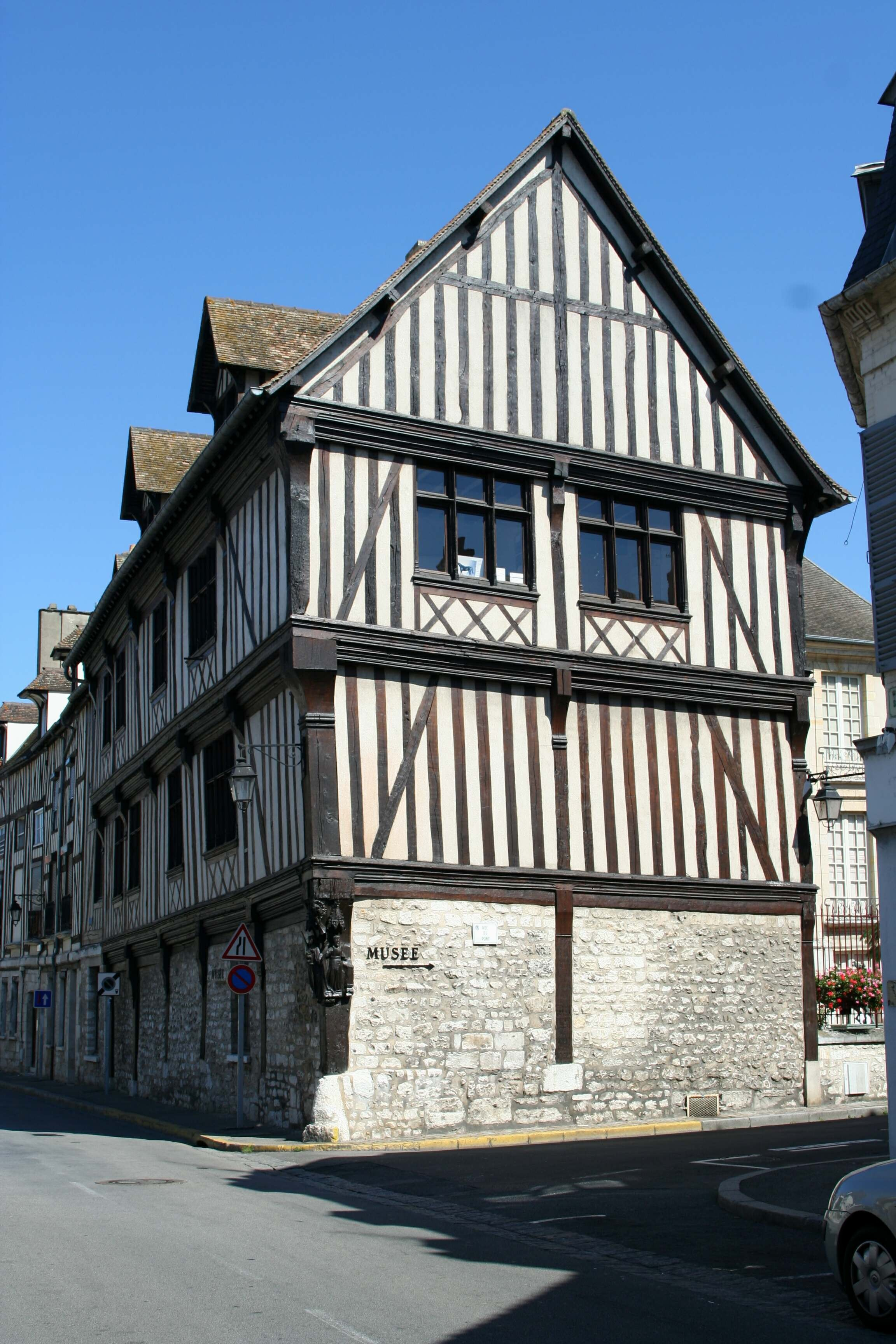
Museu Alphonse Georges Poulain

## Ciutats agermanades
Vernon manté una relació d'agermanament amb les següents ciutats:
- York (Anglaterra),  Anglaterra
- Bad Homburg vor der Höhe,  (Alemanya)
- Massa,  (Itàlia)